# Daniel Romero (futbolista)
Héctor Daniel Romero (Buenos Aires, Argentina, 20 de marzo de 1985), futbolista argentino. Juega de defensor o mediocampista por izquierda. Su actual equipo es el Club Sportivo Rivadavia de Venado Tuerto en el Torneo Federal B.

## Clubes
| Club                        | Partidos | Goles | País      | Año           |
| --------------------------- | -------- | ----- | --------- | ------------- |
| Gimnasia y Esgrima (LP)     | 38       | 1     | Argentina | 2005 - 2007   |
| Gimnasia y Esgrima (J)      | 2        | 0     | Argentina | 2008          |
| Chacarita Juniors           | 16       | 0     | Argentina | 2009          |
| F.C. Shahrdari Bandar Abbas | 15       | 5     | Irán      | 2010 - 2012   |
| Nueva Chicago               | 3        | 0     | Argentina | 2013          |
| FC Jūrmala                  | 10       | 0     | Letonia   | 2014 - 2016   |
| Villa Mitre (BB)            | 0        | 0     | Argentina | 2016-2017     |
| Sportivo Rivadavia          | 0        | 0     | Argentina | 2017-presente |